# Erythrodiplax melanorubra
Erythrodiplax melanorubra ist eine Libellenart aus der Unterfamilie Sympetrinae. Sie wurde 1942 von Donald Joyce Borror beschrieben und in die Connata-Gruppe eingeordnet. Die Larve wurde erst 1991 von Jorge Limongi beschrieben. Die Art ist in Venezuela, Kolumbien, Ecuador, Peru, Chile, Argentinien, Bolivien, Paraguay sowie im brasilianischen Bundesstaat São Paulo nachgewiesen.

## Merkmale

### Bau der Imago
Bei noch nicht ausgefärbten Imagines ist der Hinterleib gelblich braun und wird nach hinten dunkler. Die Männchen weisen dazu auf dem vierten bis achten Segment braune Streifen auf den Seiten knapp über dem seitlichen Kiel auf. Bis zum sechsten Segment sind diese Streifen jeweils am Anfang des Segmentes unterbrochen. Mit dem Alter dunkelt der Hinterleib bei beiden Geschlechtern nach und wird bei den Männchen schwarz, mit Ausnahme der ersten beiden Segmente, die stets braun bleiben. Ab dem dritten bis zum maximal zum siebten Segment schimmert der Hinterleib dabei bläulich. Die Weibchen hingegen haben einen mehr zylindrischen Hinterleib als die Männchen und werden im Alter dunkelbraun bis braunschwarz. Wie bei den Männchen bleiben die ersten beiden Segmente braun. Mit knapp über 20 Millimetern ist der Hinterleib der Männchen durchschnittlich fast zwei Millimeter länger als jener der Weibchen.
Auch der Rumpf ist bei noch nicht voll ausgefärbten Tieren beider Geschlechter anfänglich gleich gefärbt. Die Oberseite ist gelblich braun und die Seiten bräunlich gelb. Dazu kommt ein rotbrauner Antehumeralstreifen, der nach vorne hin dunkler wird. Bei den Weibchen ist hinter dem Streifen zudem ein grünlicher Schimmer sichtbar. Mit dem Alter bildet sich ein Sexualdimorphismus heraus. Während die Männchen dunkler werdend farblich ins Rote, rötlich Braune oder gar ins Schwarzbraune driften, färben sich die Weibchen dunkelbräunlich grün oder dunkelbraun.
Die Flügel sind bis auf einen Fleck am Ansatz durchsichtig. Mit dem Alter wechselt der Fleck bei den Männchen von gelblich, über ein kräftiges Braun hin zu Braunschwarz, wobei er im vorderen Flügelpaar stets heller als im hinteren Flügelpaar ist. Im Hinterflügel ist er dreieckig. Bei den Weibchen färbt sich der Fleck ebenfalls mit dem Alter um. Zunächst ist er gelblich bis hell bräunlich, später wird er entlang der Adern dunkelbraun. Im Vorderflügel ist der Fleck bei Weibchen so schwach ausgeprägt, dass er teilweise zu fehlen scheint. Im Schnitt sind die Hinterflügel beider Geschlechter um die 24 Millimeter lang und die Flügelmale messen 3 Millimeter.
Die Stirn junger Tiere ist gelb bis braun, wobei bei den Weibchen auch grüngelb vorkommt und sie dann auf den Seiten dunkelbraungrün ist. Bei den Männchen färbt sich die Stirn mit dem Alter rötlich, bräunlich rot, oder sehr dunkelrot. Teilweise kommt dazu auch noch ein bläulicher Schimmer. Bei den Weibchen hingegen dehnt sich lediglich die dunklere Seitenfärbung aus.

### Bau der Larve
Die Larven erreichen Längen von 13 Millimeter, wenn die Analpyramide mit berücksichtigt wird. Davon entfallen sieben Millimeter auf den 4,8 Millimeter breiten Hinterleib und vier Millimeter auf den Kopf.
Der Hinterleib der Larven ist hell graubraun und weist auf den Segmenten sechs bis zehn einen hellen Streifen entlang des Rückens auf. Davon abgesehen, besitzt die Larve keine speziellen Zeichnungen.  An den Seiten befinden sich auf dem achten, wie auf dem neunten Segment gerundete Stacheln. Auf diesen Segmenten und zusätzlich auf dem siebten Segment wachsen kleine Härchen, die in ihrer Länge nach hinten zunehmen. Der Epiproct ist länger als breit und erreicht fast die gleiche Länge wie die Segmente neun und zehn zusammen. Während der Paraproct noch knapp so groß wie der Epiproct ist, erreichen die Hinterleibsanhänge nur 80 % der Länge.
Die Oberseite des Prothorax wird von einem dunklen Flecken bedeckt; der Synthorax ist hellbraun. Die Flügelscheiden erreichen das sechste Hinterleibssegment. Die Schenkel des hinteren Beinpaares  erreichen 3,5 Millimeter und die entsprechenden Schienen 4,3 Millimeter. Auf den Schenkeln des mittleren Beinpaares finden sich zudem drei etwas dunklere Ringe.
An seiner breitesten Stelle ist der Kopf mit seinen ausgeprägten Augen annähernd so breit wie der Hinterleib. Sein hinterer Rand ist konkav und der gesamte Hinterkopf mit kleinen Stacheln besetzt. Die Antennen setzen sich aus sieben Segmenten zusammen und sind mit kurzen Härchen besetzt. Am längsten ist das dritte Segment, danach folgen in absteigender Ordnung das siebte, das sechste, das fünfte, das vierte, das zweite, sowie das erste Segment. Die Unterlippe ist dreieckig und reicht in ihrem hinteren Teil bis zum Ansatz des zweiten Beinpaares. Auf beiden Seiten finden sich zudem elf Borsten, von denen die mittleren vier die kürzesten sind.

## Ähnliche Arten
Sehr ähnlich sind der Erythrodiplax melanorubra die Arten Erythrodiplax fusca, Erythrodiplax abjecta und Erythrodiplax ines. Während die Weibchen nicht immer sicher unterschieden werden können, lassen sich die Männchen stets anhand der Penisstruktur unterscheiden.  Zur Unterscheidung von Erythrodiplax fusca kann zudem die Form des Fleckes im hinteren Flügelpaar herangezogen werden. Bei ausgefärbten Individuen unterscheiden sich Erythrodiplax melanorubra und Erythrodiplax abjecta in der Farbgebung.